# Théodore Fontana
Jean-Pierre-Théodore Fontana (* 17. April 1850 in Saint-Gervais; † 14. März 1907 in Genf; heimatberechtigt in Brissago und seit 1880 in Veyrier) war ein Schweizer Jurist und Politiker.

## Leben

### Familie
Théodore Fontanas Familie stammte aus Brissago. Er war der Sohn des Genfer Hoteliers Victor Fontana und dessen Ehefrau Marie (geb. Grange).
Seit 1877 war er mit Jeanne-Julie, der Tochter des Notars Claude-Jules-Louis Dufresne (* 1820; † 27. September 1886), verheiratet. Gemeinsam hatten sie eine Tochter.

### Werdegang
Nach dem Besuch des Jesuitenkollegiums Collège de l’Arc in Dole erwarb Théodore Fontana seine Matura in Grenoble. Nach einem Studium an der Juristischen Fakultät der Universität Genf promovierte er 1874 mit seiner Dissertation über die Unveräusserlichkeit der Mitgift, L’inaliénabilité de la dot, zum Doktor der Rechtswissenschaftenen.
Nach einem zweijährigen Praktikum bei einem Rechtsanwalt eröffnete er 1876 gemeinsam mit einem Freund eine Rechtsanwaltspraxis in Genf und arbeitete bis 1879 als Rechtsanwalt und von 1879 bis 1903 ebenda als Notar.
Am 20. Januar 1886 wurde er Richter am Obergericht des Kantons, trat aber nach dem Tod seines Schwiegervaters von dem Amt zurück, um dessen Anwaltspraxis zu übernehmen. Von 1898 bis 1901 war er stellvertretender Richter am Kassationshof und amtete von 1900 bis 1904 als dessen Präsident.
Er wurde 1879 zum Oberleutnant der Infanterie in der Schweizer Armee ernannt. 1905 beendete er seinen Wehrdienst.
1892 war er im Vorstand des Unternehmens Société de la Place de la Synagogue in Lancy.

### Politisches und gesellschaftliches Wirken
Théodore Fontana war von 1890 bis 1904 für die demokratische Partei (Liberale) Genfer Grossrat, bis er 1892 zur unabhängigen Partei (Christlichsoziale) wechselte, deren Präsident er 1897 wurde. Er setzte sich 1892 dafür ein, dass eine angestrebte Revision der Kantonsverfassung von 1847 in der Volksabstimmung abgelehnt werden sollte. Von 1898 bis 1907 war er Mitglied des Gemeinderats von Thônex.
Vom 1. Dezember 1902 bis zu seinem Tod war er der erste katholische Genfer Nationalrat; nach seinem Tod folgte ihm Alfred Georg (1864–1957) in den Nationalrat.
Bei einem Poesiewettbewerb erreichte er mit seinem Gedicht La Fille de Jephtè 1871 in Bordeaux den vierten Platz, bei 118 Teilnehmern, und wurde aus diesem Grund zum Mitglied der Société humanitaire et scientifique du Sud-Ouest de la France ernannt.
Er war mit dem Pfarrer Eugène Carry (1853–1912) befreundet.

## Schriften (Auswahl)
- L’inaliénabilité de la dot. Genf 1874 (Digitalisat).